# Schloßbach (Gasteiner Ache)
Der Schloßbach (auch Hundsdorferbach, Hundsdorfer Bach und Hundsdorfer-Bächchen) ist ein linker Nebenbach der Gasteiner Ache in der Marktgemeinde Bad Hofgastein im österreichischen Bundesland Salzburg.

## Geografie
Der Schloßbach entspringt auf einer Höhe von 1920 m ü. A. auf der Schlossalm in der Nähe der Hamburger Skihütte. Er weist eine Gesamtlänge von 4,5 km auf. Sein Einzugsgebiet ist 5,1 km² groß. Der Bach verläuft grob von Südwesten nach Nordosten. In seinem oberen Abschnitt wurde ein großer Schotterfang angelegt. Er wird vom Fernwanderweg Rupertiweg gekreuzt. Rechter Hand liegt die Rotte Kreuzbichl. Es folgen drei weitere Wildbachsperren und die Strecke der Tauernbahn, die ihn über das 53 m lange steinerne Schloßbach-Viadukt quert. Dann fließt er durch Hundsdorf, wo er linksseitig den Nebenbach Hundsdorfer Graben aufnimmt. Die Landesstraße B167 quert den Schloßbach über die Hundsdorferbrücke. Danach ist der Hauptgartenbach ein kleiner linker Nebenbach. Der Schloßbach mündet schließlich auf einer Höhe von 839 m ü. A. bei Dietersdorf linksseitig in die Gasteiner Ache.

## Geschichte
Einer Sage nach wurde 1403 ein Lindwurm durch ein Hochwasser auf ein Feld bei Hundsdorf geschwemmt. Das tote Ungeheuer soll grauenhaft gestunken haben und wurde schnell in die Fluten geworden. Das Feld heißt seitdem Wurmsfeld (Wurmbsfeldt). Bei einem Hochwasser im Jahr 1779 soll ein Knabe in einer Wiege fortgeschwemmt worden sein, jedoch auf wundersame Weise überlebt haben. In Erinnerung daran wurde auf einem Felsen im Ortszentrum von Hundsdorf ein Johannes-Bild aufgestellt, das wiederholt erneuert wurde und noch einhundert Jahre später vorhanden war.
Weite Teile des Herzogtums Salzburg wurden von 27. bis 29. Mai 1821 von einer Naturkatastrophe heimgesucht, die durch Schneeschmelze und Dauerregen verursacht worden war. Dabei drangen Wassermassen aus dem Schloßbach in Felder bei Hundsdorf und in das Haus des Webers ein. Das Schloßbach-Viadukt wurde 1905 fertiggestellt. Ein Hochwasser im Sommer 1932 konnte eingedämmt werden, sodass nur eine Au überschwemmt wurde. Am 11. August 1933 traten der Schloßbach, der Gadauner Bach, der Haitzingbach und der Harbach über die Ufer und vermurten weiträumig Felder. Der Gesamtschaden von etwa 70 Besitzern wurde mit circa 120.000 Schilling angegeben. Das Schloßbach-Viadukt wurde von 2022 bis 2023 saniert.